# Madchester
Madchester kenmerkt een muzikale beweging, die in de Britse muziek van de late jaren 1980 en vroege jaren 1990 overheersend was. Het geografische centrum van de muziek lag in Manchester, vooral in de legendarische club The Hacienda.

## Geschiedenis
De muziek van deze beweging  was een mengeling uit independent, psychedelica en elektronische dansmuziek. In vele gevallen ontstond ze uit een toentertijd nieuwe samenwerking tussen gitaarbands en dance-producenten, die zowel elementen van de klassieke indierock als ook verkondigde dance-tunes bevat. 
Bekende bands uit deze tijd waren Inspiral Carpets, Happy Mondays, The Stone Roses, Primal Scream, The Charlatans, The Farm, James, New Order (meestal in samenwerking met deejays als o.a. Paul Oakenfold als producent en remixer) en elektronische acts als 808 State en A Guy Called Gerald. Midden jaren 1990 luwde de golf, zowel door creatieve stagnatie, als ook door het faillissement van Factory Records, dat het circuit financieel en organisatorisch hard trof. Met het succes van bands als Oasis ging de hegemonie in de Britse muziek over naar de britpop, die zich niet meer fixeerde op een bepaalde stad.
Deze muziek werd in Europa bekend onder de noemer Manchester Rave kortweg Rave. Om hun muziek internationaal beter op de markt te kunnen brengen, gebruikten enkele labels voor hun communicatie een truc. Tegelijkertijd waren er talrijke (meestal illegale) technohouse-feesten. Deze werden in het circuit gekenmerkt als rave. De vindingrijke PR-strategen beweerden in hun persteksten, dat op deze raves de Manchestersound werd gespeeld en dat hun artiesten daar live spelen zouden. Overal in Europa werd deze hype in de media doorgegeven en in tal van plaatsen geloofd. Pas midden jaren 1990 rectificeerden o.a. 808 State en The KLF dit misverstand in talrijke interviews.

## Artiesten (met referentiealbums
- 1990: The Beloved: album Happiness (daarop Hello, Time after Time)
- 1990: Candy Flip: album Madstock … The Adventures of Bubblecar Fish (daarop Strawberry Fields Forever, als origineel van The Beatles)
- 1990: The Charlatans: album Some Friendly (daarop The Only One I Know, Then)
- 1991: EMF: album Schubert Dip (daarop Unbelievable)
- 1991: 808 State: album Ex:el (daarop In Yer Face)
- 1991: The Farm: album Spartacus (daarop All Together Now)
- 1988, 1990: Happy Mondays: album Bummed (daarop Wrote for Luck), album Pills'n'Thrills and Bellyaches 1990 (daarop Kinky Afro, Loose Fit, Step On)
- 1990: Inspiral Carpets: album Life (daarop She Comes in the Fall, This is how it Feels)
- 1989: New Order: album Technique (daarop Fine Time)
- 1991: Primal Scream: album Screamadelica (daarop Come Together)
- 1990: The Shamen: album En Tact (daarop Progen)
- 1990: The Soup Dragons: album Lovegod (daarop I'm Free, als origineel van The Rolling Stones)
- 1989: The Stone Roses: album The Stone Roses, single Fools Gold/What the World is Waiting for (daarop Fools Gold)
- 1990: James: album Gold Mother (daarop Sit down)

Verwante genres: shoegaze, psychedelic rock, britpop